# Пащенко, Василий (композитор)

Ноты для фортепиано. Произведения украинских композиторов. Василий Пащенко. Полонез «На смерть Т. Шевченко»

Василий Пащенко (укр. Василь Пащенко; 1822—1891) — украинский композитор, пианист.

## Биография
Деятельность пианиста и композитора проходила в Одессе в середине XIX веке.
Умер в с. Буда-Горобиевская (ныне Каневского район Черкасской области Украины).
Был похоронен на Первом Христианском кладбище Одессы.

## Творчество
Писал вокальную и фортепианную музыку, тесно связанную с интонациями народной песни и городского романса.
Из его творческого наследия известны болгарский марш, вальс, мазурка, полька, транскрипция украинской народной песни «За Німан їду», романсы на слова русских и украинских поэтов, с использованием украинского музыкального фольклора, два полонеза «На смерть Т. Шевченко» (1861) и «Дума об Украине»,
ставшие первыми образцами этого жанра в украинской фортепианной музыке.
Наибольшей популярностью пользовался полонез «На смерть Т. Шевченко», написанный в традиционной форме, состоящей из трёх частей, где крайние части базируются на украинских народнопесенных интонациях, а контрастная средняя часть напоминает бытовой городской романс.